# Ormyrus ermolenkoi
Ormyrus ermolenkoi  (лат.) — вид паразитических наездников рода  Ormyrus из семейства Ormyridae. Курильские острова.
Длина 6,0—6,4 мм (крупнейший на момент описания вид рода). Золотисто-зелёные металлически блестящие хальцидоиды. Голени красновато-коричневые. Усики у самцов и самок одинаковые, состоят из 8-членикового жгутика (булава 3-члениковая). Передний край клипеуса прямой. Жвалы двузубчатые. Ассоциированы с растениями рода Quercus. Вид назван в честь украинского гименоптеролога Валерия Михайловича Ермоленко (1920—2006), собравшего типовую серию.